# Ludo De Witte
Ludo De Witte (1956) is een Vlaams socioloog.
Hij publiceerde in september 1999 een ophefmakende studie over de moord op de eerste Congolese premier Patrice Lumumba, waarin hij concludeerde dat dit met medeweten en actieve steun was gebeurd van leidende Belgische kringen. De controverse en media-aandacht die daarop volgde leidde tot de instelling in december 1999 van een Parlementaire onderzoekscommissie om de Belgische betrokkenheid bij de moord te onderzoeken.
De Witte heeft meegewerkt aan twee televisiedocumentaires over de moord op Patrice Lumumba: Mord im Kolonialiststil op de Duitse televisiezender Das Erste en Qui a tué Patrice Lumumba? op de Vlaamse VRT.

## Werken
- Crisis in Kongo: de rol van de Verenigde Naties, de regering-Eyskens en het Koningshuis in de omverwerping van Lumumba en de opkomst van Mobutu (Leuven: Van Halewyck, 1996)
- De moord op Lumumba (Van Halewyck, 1999)
- Wie is bang voor moslims? Aantekeningen over Abou Jahjah, etnocentrisme en islamofobie (Van Halewyck, 2004)
- Huurlingen, geheim agenten en diplomaten (Van Halewyck, 2014)
- Als de laatste boom geveld is, eten we ons geld wel op: kapitalisme versus de aarde (EPO, 2017)
- Moord in Burundi: België en de liquidatie van premier Louis Rwagasore (EPO, 2021)